# Березняги (Петропавловский район)
Березняги — село в Петропавловском районе Воронежской области.
Административный центр и единственный населённый пункт Березняговского сельского поселения.

## История
В XVII—XVIII веках село находилось на территории Слобожанщины, принадлежала к Острогожскому полку Слободского казачьего войска.

## Население
| 1859 | 1897  | 2010 | 2012 | 2013 | 2014 | 2015 |
| ---- | ----- | ---- | ---- | ---- | ---- | ---- |
| 4016 | ↘3984 | ↘773 | ↘730 | ↘692 | ↘659 | ↘636 |
| 2016 | 2018  |      |      |      |      |      |
| ↘615 | ↘569  |      |      |      |      |      |

## Улицы
- ул. Берёзовая,
- ул. Заречная,
- ул. Мира,
- ул. Молодёжная,
- ул. Центральная.